# Takahata Isao
Takahata Isao (高畑 勲 (Cao Điền Huân) 29 tháng 10 năm 1935 – 5 tháng 4 năm 2018) là một đạo diễn, nhà biên kịch và nhà sản xuất phim. Năm 1985, ông đồng sáng lập Studio Ghibli với đồng sự lâu năm Miyazaki Hayao cùng các cộng tác viên của Miyazaki là Suzuki Toshio và Tokuma Yasuyoshi. Takahata đã giành được sự hoan nghênh trên trường quốc tế với công việc đạo diễn của các bộ phim hoạt hình Nhật Bản, nổi bật trong số đó là Mộ đom đóm (1988), Omohide Poro Poro (1991), Pom Poko (1994), và Gia đình nhà Yamada (1999). Bộ phim cuối cùng mà ông đạo diễn là Chuyện nàng công chúa Kaguya (2013), được đề cử giải Oscar cho hạng mục Phim hoạt hình hay nhất tại Lễ trao giải Oscar lần thứ 87.

## Tiểu sử và sự nghiệp

### Những năm đầu sự nghiệp
Takahata được sinh tại Ujiyamada (nay là Ise), Mie, Nhật Bản, vào ngày 29 tháng 10 năm 1935, là con út trong một gia đình có bảy anh chị em và là con trai thứ ba.. Cha ông, Takahata Asajiro (1888–1984), là một hiệu trưởng trường trung học cơ sở, đã trở thành giám đốc sở giáo dục quận Okayama sau chiến tranh. Ngày 29 tháng 6 năm 1945, khi Takahata được 9 tuổi, ông và gia đình đã sống sót sau một cuộc không kích lớn của Hoa Kỳ tại thành phố Okayama.
Takahata tốt nghiệp Đại học Tokyo năm 1959 với tấm bằng cử nhân ngành Văn học Pháp. Trong thời gian ở trường, ông đã được xem bộ phim Pháp Le Roi et l'Oiseau (Nhà vua và con chim nhại), bộ phim đã khiến ông bắt đầu có hứng thú với hoạt hình. Takahata quan tâm nhiều hơn đến hoạt hình như một phương tiện, và muốn viết và chỉ đạo cho các tác phẩm hoạt hình hơn là tự tạo ra những hình ảnh động. Một người bạn gợi ý rằng ông nên nộp đơn xin một công việc chỉ đạo tại Toei Animation; Takahata đã vượt qua kỳ thi tuyển và được thuê làm trợ lý cho một số chương trình truyền hình và phim truyền hình của Toei—bao gồm Ōkami Shōnen Ken (Cậu bé người sói Ken), do Ōtsuka Yasuo làm cố vấn. Ōtsuka cuối cùng đã yêu cầu Takahata chỉ đạo một bộ phim hoạt hình của riêng mình; bộ phim đầu tiên của ông là Chuyến phiêu lưu vĩ đại của Hols, Hoàng tử Thái Dương (1968). Ōtsuka đóng vai trò Giám đốc Hoạt hình trong bộ phim, trong khi một nhân viên khác của Toei, Miyazaki Hayao, đóng vai trò người diễn hoạt chính. Mặc dù sau này được công nhận là một trong những tác phẩm định hình đầu tiên của hoạt hình Nhật Bản hiện đại, bộ phim là một thất bại về thương mại, và Takahata bị giáng chức.
Không thể tìm được cơ hội thăng tiến tại Toei, Takahata rời xưởng phim này năm 1971, cùng với Miyazaki và Kotabe Yōichi. Takahata và Miyazaki đã đưa ra ý tưởng tạo ra một bộ phim hoạt hình dựa trên những câu chuyện về Pippi tất dài. Họ đã phát triển ý tưởng cùng với "A Production," một xưởng phim hoạt hình được thành lập bởi một cựu diễn hoạt viên khác của Toei, Kusube Daikichiro (công ty này sẽ trở thành Shin-Ei Animation). Takahata và Miyazaki đã phát triển một số bảng phân cảnh và đã bay sang Thụy Điển để chụp ảnh địa điểm, gặp gỡ tác giả của cuốn sách, Astrid Lindgren, và đảm bảo bản quyền cho nhân vật. Tuy nhiên, họ không thể đạt được thỏa thuận với người giữ bản quyền, và buộc phải từ bỏ dự án. Takahata và Miyazaki vẫn là cộng tác viên trong một số dự án phim hoạt hình khác trong suốt những năm 1970, bao gồm cả việc sản xuất loạt phim hoạt hình dài tập Lupin đệ tam theo yêu cầu của Ōtsuka, do xếp hạng kém của bộ phim. Takahata, Kotabe, và Miyazaki đã được xưởng phim Zuiyo Enterprise tiếp cận nhằm đặt hàng một loạt phim hoạt hình dài tập dựa trên tiểu thuyết Heidi, với kết quả là loạt phim Heidi, cô bé vùng Alps (có kết hợp một số bản mẫu trước đó dành cho Pippi tất dài).
Bộ phận sản xuất phim hoạt hình của Zuiyo được thành lập như một công ty con tên là Zuiyo Eizo, sau này trở thành Nippon Animation, nơi mà Takahata và Miyazaki gia nhập. Takahata tiếp tục làm việc tại Nippon trong khoảng một thập kỷ; tác phẩm của ông ở đó bao gồm một phim chuyển thể Anne tóc đỏ (1979) dựa trên Anne tóc đỏ dưới chái nhà xanh, một dự án khác có sự tương đồng về chủ đề với các bản phác thảo từ Pippi tất dài.
Khoảng năm 1981, Takahata rời Nippon để tham gia Telecom Animation Film Co., Ltd. (ngày nay được biết đến là Tokyo Movie Shinsha hoặc TMS Entertainment), nơi ông là trưởng bộ phận sản xuất một bộ phim hoạt hình dựa trên manga Jarinko Chie, và một loạt phim truyền hình spinoff tiếp theo. Khoảng năm 1982, Telecom đã đưa ra ý tưởng về bộ phim hoạt hình Nemo bé bỏng: Cuộc phiêu lưu đến Xứ sở mộng đẹp, chuyển thể từ bộ truyện tranh Nemo bé bỏng, kết hợp sự chỉ đạo chung về kĩ thuật hoạt hình giữa Nhật Bản và Hoa Kỳ. Mặc dù cả Takahata và Miyazaki đều tham gia, họ đã chọn rời khỏi dự án và cả Telecom vì sự bất đồng về hướng chỉ đạo dự án giữa Nhật Bản và Hoa Kỳ.

### Studio Ghibli
Đồng thời với những sự kiện này, Miyazaki cũng đã có bộ phim đạo diễn đầu tay trong bộ phim Lâu đài Cagliostro có sự góp mặt của nhân vật Lupin đệ tam vào năm 1979, là một thành công về mặt phê bình. Lấy cảm hứng từ việc này, Miyazaki bắt đầu phát triển manga của mình, Nausicaä của Thung lũng gió, và đạo diễn bộ phim chuyển thể năm 1984 của nó, cũng là một thành công thương mại và phê bình. Miyazaki đã tiếp cận Takahata với ý tưởng đồng sáng lập studio hoạt hình của họ dựa trên sự thành công của Nausicaä; Studio Ghibli sau đó được thành lập năm 1985 bởi Miyazaki, Takahata, và các cộng sự của Miyazaki là Suzuki Toshio và Tokuma Yasuyoshi.
Xưởng phim chủ yếu phát hành các bộ phim hoạt hình được đạo diễn bởi Miyazaki, với Takahata đảm nhiệm vai trò nhà sản xuất hoặc các vai trò khác. Takahata cũng đã đạo diễn nhiều bộ phim của Studio Ghibli. Tác phẩm đầu tiên của ông, Mộ đom đóm, ra mắt năm 1988, được dựa trên truyện ngắn bán tự truyện cùng tên của Nosaka Akiyuki, nhưng Takahata cũng lấy cảm hứng từ những trải nghiệm của ông từ vụ đánh bom thành phố Okayama. Mộ đom đóm nhận được sự hoan nghênh từ giới phê bình vì ảnh hưởng cảm xúc và các chủ đề phản chiến của nó, và được coi là bộ phim thành lập sự kính trọng trên trường quốc tế dành cho Studio Ghibli, và nhà phê bình phim uy tín Roger Ebert đã phát biểu, "Đây là bộ phim hoạt hình nhân văn nhất mà tôi đã từng xem." Những bộ phim của Ghibli khác mà Takahata từng làm đạo diễn bao gồm Chỉ hôm qua (1991) và Pom Poko (1994). Ngoài đạo diễn và sản xuất, ông còn là chỉ đạo âm nhạc cho bộ phim của Miyazaki, Dịch vụ giao hàng của phù thủy Kiki năm 1989.

### Cuộc đời sau này và qua đời
Takahata tuyên bố ông sẽ đảm nhiệm vai trò đạo diễn cho một bộ phim cuối cùng cho Studio Ghibli, Chuyện nàng công chúa Kaguya (Kaguya-hime no Monogatari, 2013), cùng khoảng thời gian mà Miyazaki cũng tuyên bố kế hoạch nghỉ hưu của ông với xưởng phim. Khi bộ phim tiếp cận các thị trường phương Tây vào năm sau, nó đã nhận được đề cử Phim hoạt hình hay nhất tại Lễ trao giải Oscar lần thứ 87. Takahata tiếp tục làm việc tại Ghibli, đảm nhiệm vai trò nhà sản xuất nghệ thuật cho Rùa đỏ (2016), bộ phim đầu tiên có sự hợp tác của nhà diễn hoạt và đạo diễn người Hà Lan Michaël Dudok de Wit với Ghibli. Bộ phim ra mắt vào tháng 9 năm 2016.
Takahata đã được chẩn đoán bị ung thư phổi và qua đời ngày 5 tháng 4 năm 2018 tại một bệnh viện ở Tokyo, ở tuổi 82.

## Ảnh hưởng và phong cách
Takahata chịu ảnh hưởng từ chủ nghĩa hiện thực mới Ý, các tác phẩm của Paul Grimault, một nhà diễn hoạt người Pháp, cũng như nhà biên kịch Jacques Prévert và các đạo diễn thuộc Làn sóng mới Pháp, bao gồm Jean-Luc Godard. Chính Takahata đã trích dẫn bộ phim Ý nổi tiếng Kẻ cắp xe đạp như là tác phẩm đã tạo cảm hứng cho ông làm loạt phim hoạt hình Hành trình đi tìm mẹ (Haha wo Tazunete Sanzenri, dựa theo tiểu thuyết Những tấm lòng cao cả của Edmondo de Amicis). Ông cũng chịu ảnh hưởng từ đạo diễn người Pháp Frédéric Back, bao gồm các tác phẩm Croc! và Người trồng cây. Chính những ảnh hưởng về mặt nghệ thuật này đã giúp cho những tác phẩm của Takahata trở nên khác biệt với phần lớn các bộ phim hoạt hình Nhật Bản khác vốn tập trung vào các yếu tố tưởng tượng. Trái ngược với họ, những bộ phim của ông có tính hiện thực cao và mang màu sắc của chủ nghĩa biểu hiện.
Ông cảm thấy điều quan trọng là có thể đạt được trompe-l'œil, ảo giác ba chiều sử dụng một phương tiện hai chiều.
Ảnh hưởng của chủ nghĩa hiện thực mới trong phim của Takahata có thể thấy rõ qua việc ông rất chú ý tới việc miêu tả chi tiết hiện thực xã hội. Những tập phim hoạt hình đầu tiên của ông trên truyền hình đều tập trung vào những sự việc thường ngày như đi nhà thờ, lau rửa chai lọ, hay công việc đồng áng một cách chi tiết. Tuy phần lớn tác phẩm của Takahata có bối cảnh là cuộc sống hiện thực, cũng có một vài ngoại lệ như trong Hols: Hoàng tử Thái Dương (một bộ phim hoạt hình ca nhạc theo kiểu Disney nhưng mang màu sắc chính trị và u ám hơn), Pom Poko (bộ phim về đề tài môi trường với những chú chồn tanuki có phép thuật cố gắng giữ gìn đất đai của mình) và Nghệ sĩ cello Gauche (bộ phim nói về một nghệ sĩ cello được sự giúp đỡ của thú rừng để thoát khỏi cuộc sống chật vật).
Chủ nghĩa biểu hiện trong những bộ phim của Takahata thường thể hiện qua những cảnh nhân vật tưởng tượng giữa đời thực. Ví dụ trong Chỉ hôm qua, sau khi Taeko gặp lại mối tình đầu của mình, cô vừa chạy và vừa trôi mình vào bầu trời đỏ rực, cảnh phim kết thúc khi cô nhẹ nhàng hạ xuống giường và cắt cảnh bằng hình ảnh bên ngoài ngôi nhà của Taeko với một trái tim khổng lồ hiện lên từ cửa sổ.
Các bộ phim của Takahata có ảnh hưởng lớn đến Miyazaki Hayao, với nhà làm phim hoạt hình Ōtsuka Yasuo đã kể lại rằng Miyazaki đã ý thức được trách nhiệm với những vấn đề xã hội thông qua Takahata và rằng nếu không có Takahata, Miyazaki chắc chắn sẽ chỉ tập trung vào những chất liệu lấy từ truyện tranh. Cũng giống như Miyazaki, Takahata và Michel Ocelot là những người ngưỡng mộ tác phẩm của nhau. Ocelot liệt kê các tác phẩm Mộ đom đóm và Pom Poko của Takahata trong những bộ phim yêu thích của ông.

## Tác phẩm chính
Đạo diễn
- Hols: Hoàng tử Thái Dương (tiếng Nhật: 太陽の王子　ホルスの大冒険 Taiyō no Ōji - Horusu no Daibouken), 1968
- A-tarou người tham công tiếc việc (truyền hình) (Mōretsu Atarō), 1969
- Đội bóng chày Apache (truyền hình) (Apatchi Yakyūgun), 1971
- Lupin đệ tam (truyền hình) (Rupan Sansei), 1971
- Tiến lên Gấu trúc! (パンダ・コパンダ Panda Kopanda), 1972
- Nơi thấp nhất của vùng đất thấp Kitarou (truyền hình) (Gegege no Kitarō), 1972
- Xe tăng Suzunosuke (truyền hình) (Akadō Suzunosuke), 1973
- Cô bé Heidi (truyền hình) (Arupusu no Shōjo Haiji), 1974
- Hành trình tìm mẹ (truyền hình) (Haha wo Tazunete Sanzen-ri), 1976
- Conan – Cậu bé tương lai (truyền hình) (Mirai Shōnen Konan), 1978
- Anne tóc đỏ (truyền hình) (Akage no An), 1979
- Chie Cô bé hạt tiêu (truyền hình) (じゃリン子チエ Jarinko Chie), 1981
- Gauche nghệ sĩ cello (セロ弾きのゴーシュ Serohiki no Gōshu), 1982
- Câu chuyện về những kênh đào vùng Yanagawa (Yanagawa Horiwari Monogatari), 1987
- Mộ Đom đóm (火垂るの墓 Hotaru no Haka), 1988
- Ngày hôm qua (おもひでぽろぽろ Omohide Poro Poro), 1991
- Pom Poko (総天然色漫画映画　平成狸合戦ぽんぽこ Heisei Tanuki Gassen Pon Poko), 1994
- Gia đình nhà Yamada (ホーホケキョ　となりの山田 Hōhokekyo Tonari no Yamada-kun), 1999
- Những ngày mùa Đông (冬の日 Fuyu no Hi) (đồng đạo diễn), 2003
- Chuyện công chúa Kaguya (かぐや姫の物語 Kaguya-hime no Monogatari), 2013

Nhà sản xuất
- Hols: Hoàng tử Thái Dương (Taiyou no Ouji - Horusu no Daibōken), 1968
- Nausicaä của thung lũng Gió (Kaze no Tani no Naushika), 1984
- Lâu đài trên không Laputa (Tenkū no Shiro Rapyuta), 1986
- Những đợt sóng (Umi ga Kikoeru), 1993

Biên kịch
- Chie Cô bé hạt tiêu (Jarinko Chie), 1981
- Gauche nghệ sĩ cello (Sero Hiki no Goshu), 1982
- Câu chuyện về những kênh đào vùng Yanagawa (Yanagawa Horiwari Monogatari), 1987
- Mộ Đom đóm (Hotaru no Haka), 1988
- Ngày hôm qua (Omohide Poro Poro), 1991
- Pom Poko (Heisei Tanuki Gassen Pon Poko), 1994
- Gia đình nhà Yamada (Houhokekyo Tonari no Yamada-kun), 1999